# Neferura
Neferura (dopo il 1493 a.C. – prima del 1468 a.C.?) è stata una principessa egizia della XVIII dinastia, figlia della regina-faraone Hatshepsut e di Thutmose II, sorellastra e forse moglie del faraone Thutmose III.
|                |     |     |     |
| \| \| \| \| \| |     |     |     |
|                |     |     |     |
| ra             | nfr | nfr | nfr |

| ra | nfr | nfr | nfr |

|                |     |     |     |
| \| \| \| \| \| |     |     |     |
|                |     |     |     |
| ra             | nfr | nfr | nfr |

| ra | nfr | nfr | nfr |

nfr Ra

Neferu-Ra
Neferura svolse un ruolo importante durante il regno della madre; per molto tempo gli studiosi hanno creduto che una morte prematura le avesse impedito di diventare la moglie primaria, mentre su una tavoletta scoperta recentemente sul Sinai figura come figlia e moglie del Re.
Nelle statue Neferura viene rappresentata fra le braccia di Senenmut il quale, insieme ad Ahmose Pen-Nekhebet, ricevette il titolo di tutore della principessa.
Quando Hatshepsut salì al trono, Neferura iniziò probabilmente ad aiutarla nel governo dell'impero, divenendo alla fine indispensabile alla madre.
Di conseguenza la morte di Neferura segnò l'inizio del declino di Hatshepsut, che fu accelerato dalla morte di Senenmut, prestando così facilmente il fianco all'ascesa al potere del figliastro della regina, il giovane Thutmose III.